# Ulopeza flavicepsalis
Ulopeza flavicepsalis là một loài bướm đêm trong họ Crambidae.